# Richard Anthony
Richard Anthony (Kairó, 1938. január 13. – Pégomas, 2015. április 19.) francia popénekes.

## Pályafutása
Richard Anthony Egyiptomban, Kairóban született egy iparosokból és diplomatákból álló családban. Gyermekkorában Egyiptomban és Argentínában is élt. Az angliai Brighton College-ban, majd – 1951-től – a Janson-de-Sailly Liceumban tanult. Párizsban telepedett le, ahol jogot kezdett tanulni, de édesapja 1956-os hirtelen halála után anyagilag segítenie kellett a családot eltartani.
Párizsi éjszakai klubokban kezdett szaxofonozni.
Richard Anthony néven 1958-ban készítette első  énekesi felvételeit. kezdetben amerikai popslágerek francia nyelvű változatait rögzítette. Lemezei sikeresek lettek. Az 1960-as évek elejére az egyik legnagyobb francia popsztár lett. Az angliai Abbey Road Studios-ban kezdett felvételeket készíteni. A Walking Alone és az If I Loved You című angol nyelvű dalokkal feljutott a brit slágerlistákra. Egyik dalát, az I Don't Know What To Do-t 1965-ben kiadták az Egyesült Államokban.
1966-ban felvette a Rolling Stones Ruby Tuesday-jét (Fille sauvage címmel) és Joaquín Rodrigo Concierto de Aranjuez című dalán alapuló Aranjuez mon amour című dalát, ami az egyik legnagyobb nemzetközi sláger volt 1967-ben.
Közben továbbra is népszerű maradt Franciaországban. Az egyik legnagyobb slágere 1974-ben az Amoureux de ma femme volt (ami egy olasz dal feldolgozása  Caterina Casellitől).
Az 1970-es évek végén újraházasodott, és több évre Los Angelesbe költözött. 1982-ben visszatért Franciaországba. 1998-ban önéletrajzi könyvet adott ki Il faut croire aux étoiles címmel.
Pályafutása folyamán legalább 60 millió lemeze kelt el. 2015-ben halt meg, 77 évesen.
Felvételeinek többsége francia nyelvű dalfeldolgozás.

## Lemezválogatás
- Nouvelle vague (1959) − (The Coasters
- Peggy Sue (1959) − Buddy Holly
- J'entends siffler le train − Hedy Wests (500 miles)
- Tchin tchin (1963) − Johnny Cymbal
- Donne moi ma chance − Babs Tino
- A présent, tu peux t'en aller − Dusty Springfield
- La corde au cou − The Beatles (I Should Have Known Better)
- Toi l'ami (1964) − (All My Loving)
- Je me suis souvent demandé − Bobbejaan Schoepen
- Tout peut s'arranger  − (The Beatles: We Can Work It Out)
- Sunny − Bobby Hebb
- La terre promise − The Mamas & the Papas (California Dreamin')
- Rien pour faire une chanson − The Beatles' Run For Your Life
- Le sirop typhon − The Scaffolds Lily The Pink
- Amoureux de ma femme − Caterina Caselli
- De la musique républicaine
- Minuit − Barbra Streisands Memory
- Le rap pas innocent − (Ronymix 98)

## Filmek
- Richard Anthony az IMDb-n